# Грузинська організація скаутського руху
Грузинська організація скаутського руху (Грузинською мовою საქართველოს სკაუტური მოძრაობის ორგანიზაცი) — національна скаутська організація Грузії, заснована у 1994 році. Організація є членом ВОСР з 1997 року. Станом на 2011 рік чисельність організації становить 1343 людини.
Головний офіс організації знаходиться за адресою:
- Місто Тбілісі, вулиця Чайковського 12/15

## Історія
Перші скаутські гуртки у Грузії з'явилися у 1920-х роках з ініціативи британців на заході країни. Формально скаутських організацій не існувало аж до проголошення незалежності Грузії від СРСР у 1991 році.
У 1992 році студенті Тбіліського державного університету почали активно цікавитись скаутингом. У 1994 році було офіційно засновано Грузинську скаутську організацію яка стала 147-м членом ВОСР у січні 1998 року і складалася з 1092 членів. Грузинські скаути взяли активну участь у світових скаутських заходах. На запрошення Світового скаутського комітету грузинські скаути у 1995 році відвідали Світове Джемборі у Нідерландах та Світове Джемборі у Чилі у 1998-1999 роках.
Влітку 1996 року двоє скаутів з Грузії відвідали Джемборі в Данії.
Грузинські скаути активно співпрацюють із скаутами та гайдами Франції, обмінюючись досвідом та досягненнями. Використовуючи набутий досвід, ГОСР планує поширити свою діяльність через шкільні заклади.
У 2008 році грузинські скаути встановили тісну співпрацю із шведськими скаутами.
У 2009 році делегація ГОСР відвідала Друге Всеукраїнське Пластове Джемборі поблизу села Нирків Тернопільської області.

## Структура та ідеологія
Вікові групи:
- Каб-скаути - з 7 до 11 років;
- Скаути - з 12 до 15 років;
- Ровер-скаути - з 16 до 20 років.

Скаутське гасло — იყავი მზად, яке перекладається українською мовою як Будь готовий або Готуйсь.
Емблема організації представляє з себе лілею — символ світового скаутського руху.

### Скаутська обіцянка (პირობა)
Грузинською:
პირობას ვდებ, რომ ყოველ ღონეს ვიხმარ, მათა მოვიხადო ვალი ღმერთის, სამშობლოს და საკუთარი თავის წინაშე. ყოველთვის და ყველგან დავეხმარო ადამიანებს და ვიცხოვრო სკაუტების კანონების შესაბამისად.
Українською:
Присягаюся що зроблю все, що від мене залежить, щоб виконати свій обов'язок перед Богом, моєю країною та перед самим собою, допомагати іншим усюди і в будь-який час та слухатися Скаутського закону.

### Скаутський закон (კანონი)
Грузинською:
1. სკაუტის სიტყვას ენდობიან;
2. სკაუტი მუდამ გვერდში გიდგათ;
3. სკაუტი ყველასთვის მეგობარია და ყველა სკაუტის ძმაა;
4. სკაუტი ზრდილობიანია;
5. სკაუტი ბუნების მეგობარია;
6. სკაუტი არასოდეს ნებდება;
7. სკაუტი გულწრფელია ფიქრით, სიტყვითა და საქმით.
Українською:
1. Скаут чесний;
2. Скаут завжди допомагає іншим;
3. Скаут є другом кожній іншій людині та братом кожному іншому скауту; 
4. Скаут ввічливий;
5. Скаут є другом природи;
6. Скаут ніколи не здається (ніколи не падає духом);
7. Скаут чистий своїми думками, словами та діями.